# براليت

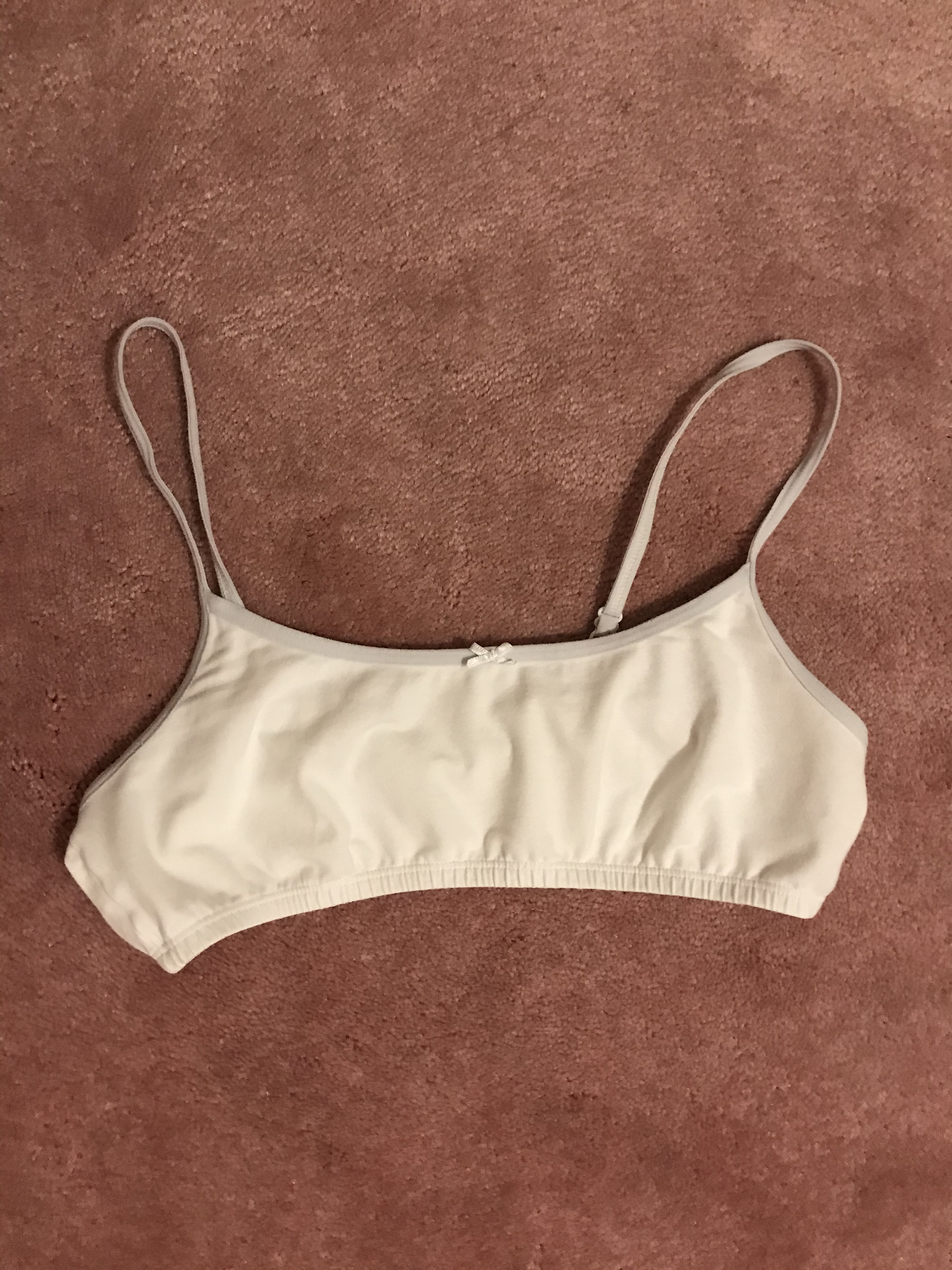
براليت مُخصصة للإطفال

الباراليت هي نوع من حمالات الصدر النسائية تمتاز بخفة الوزن بدون سلك سفلي ، وهي مصممة بشكل أساسي لتوفير الراحة.  الباراليت تُلبس أحيانا كملابس خارجية،  وصممت أيضا فنلات للأناث التي تنمو اثدائهن.

## شعبية
في بداية العقد الثاني من القرن الواحد والعشرين وفي وقت مبكر من العقد الثالث من القرن عينه، أصبحت البراليت والسوفت برا وأكتسبت شعبية كبيرة، على حساب حمالات الصدر المدعمة بأسلاك وحمالات الصدر المُبطنة.  في الوقت نفسه، انخفضت شعبية العلامات التجارية مثل فيكتوريا سيكريت بشكل ملحوظ. في عام 2017، انخفضت مبيعات حمالات الصدر المنقسمة بنسبة 45٪، بينما نمت مبيعات حمالات الصدر اللاسلكية في ماركس أند سبنسر بنسبة 40٪.  عزا البعض تزايد شعبية حمالات إلى التركيز الجديد على «الجسم الرياضي والصحة والرفاهية»، أكثر من «نظرة الرجل»،  بينما يقترح البعض الآخر ارتباطًا بحركة #MeToo. أصبحت البراليت أيضًا شائعة خلال عمليات الإغلاق الوبائي COVID-19 بسبب التركيز على الراحة أثناء العمل من المنزل.

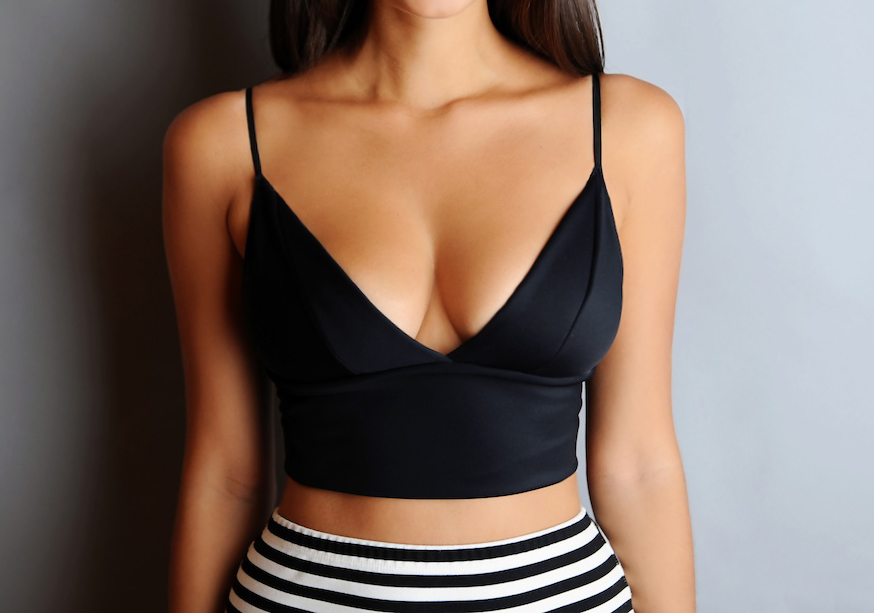
حمالة صدر من الساتان الأسود